# Kovajärvi (sjö i Norra Österbotten, lat 66,00, long 29,85)
Kovajärvi är en sjö i Finland. Den ligger i kommunen Kuusamo i landskapet Norra Österbotten, i den nordöstra delen av landet, 700 km norr om huvudstaden Helsingfors. Kovajärvi ligger 254 meter över havet. Den är 7,28 meter djup. Arean är 56,9 hektar och strandlinjen är 5,68 kilometer lång. Sjön  ingår i Koundaälvens huvudavrinningsområde. 